# Tulei

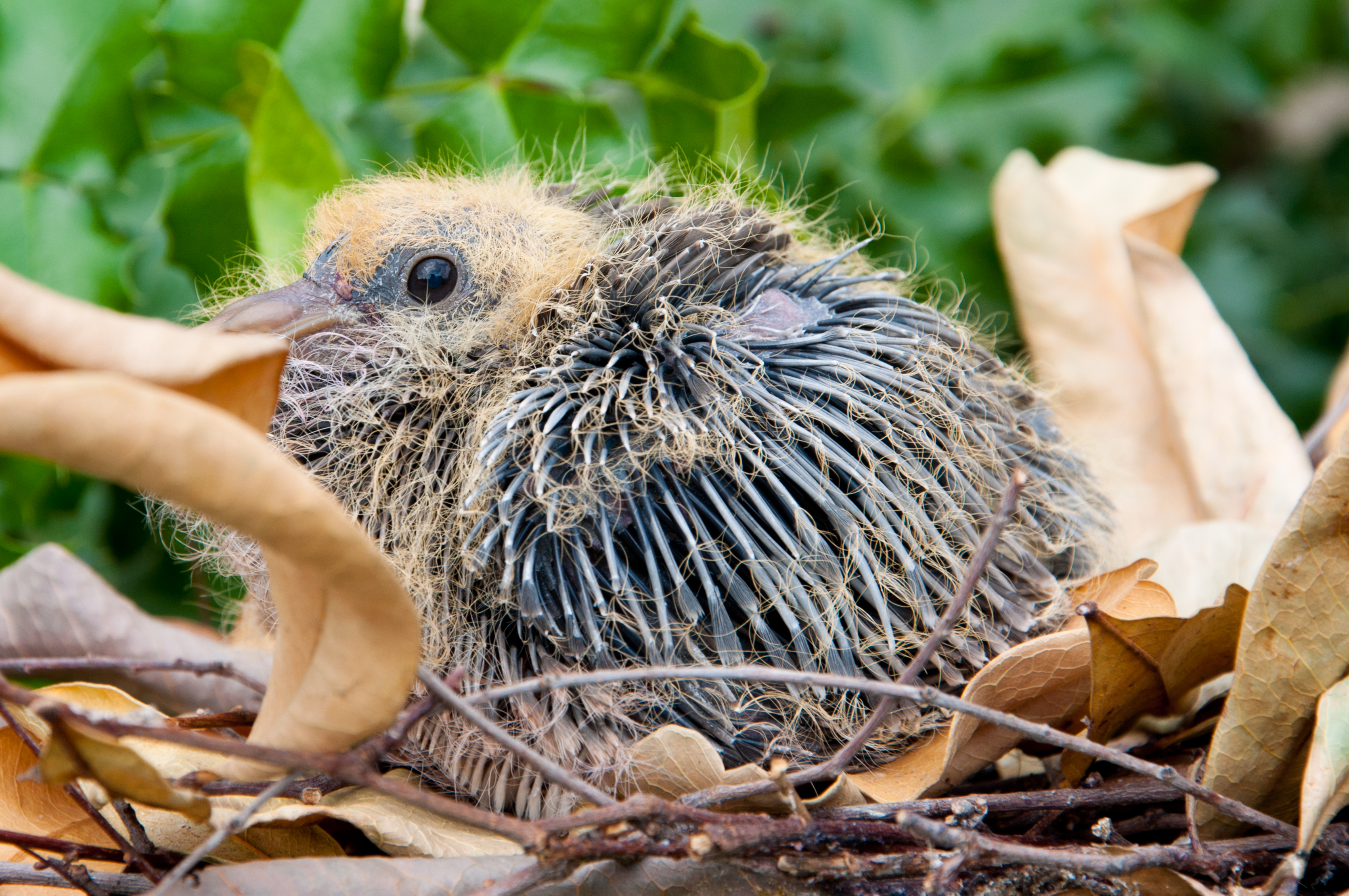
Un pui de porumbel de stâncă (Columba livia) cu tuleie pe spate și abdomen. Capul este acoperit cu puf

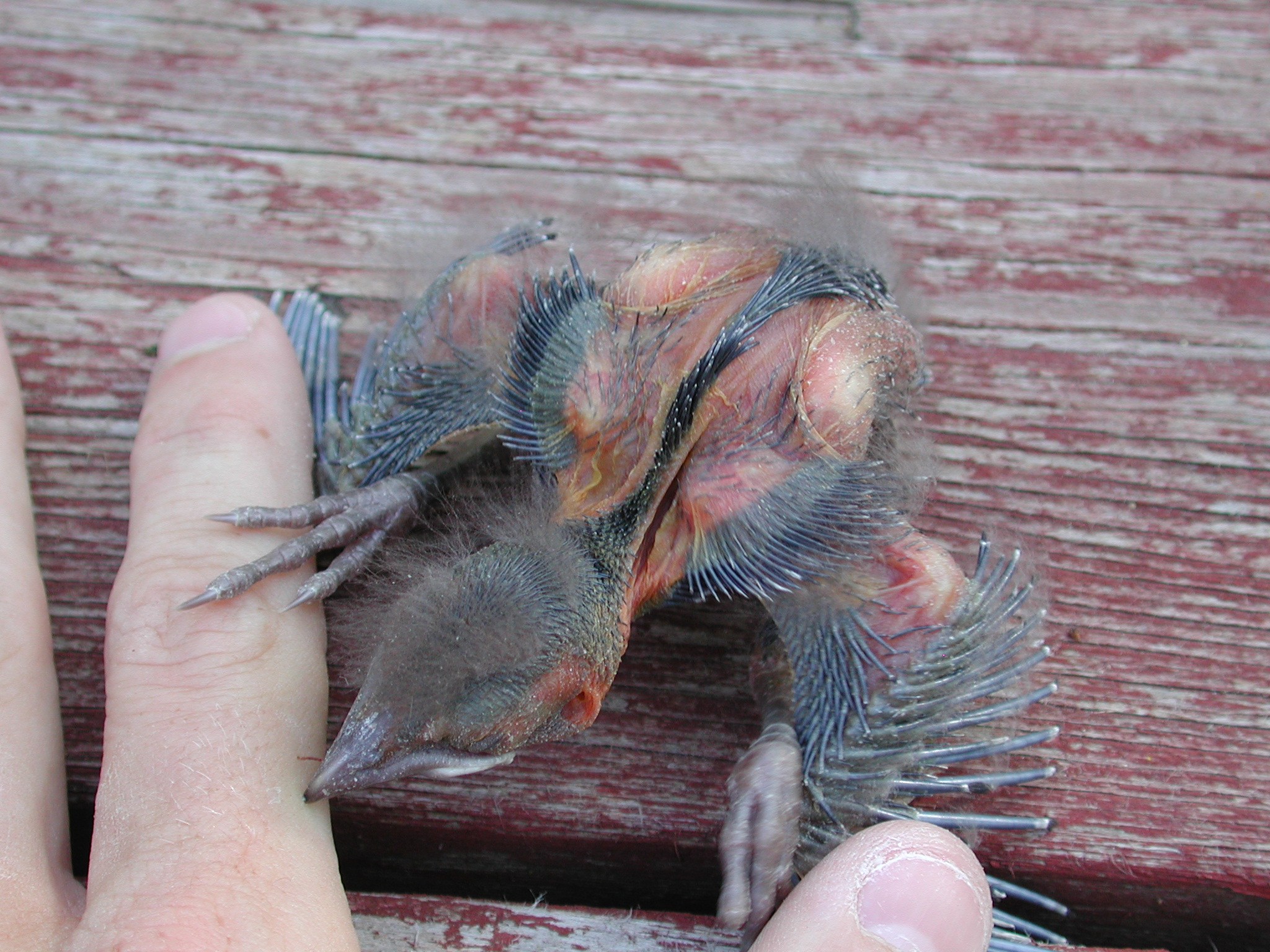
Un pui de trupial (Quiscalus quiscula) cu tuleie pe spate și aripi.

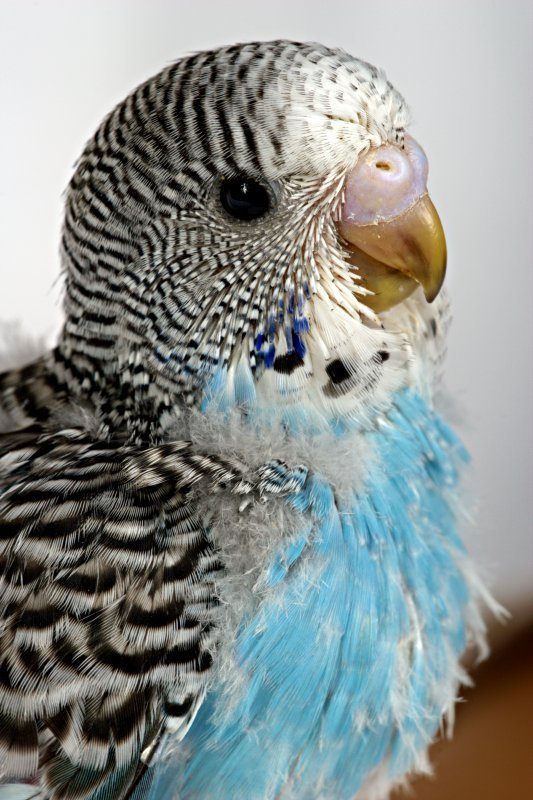
Un peruș (Melopsittacus undulatus) cu tuleie (albastre) pe piept și gâtlej păstrate de când era pui

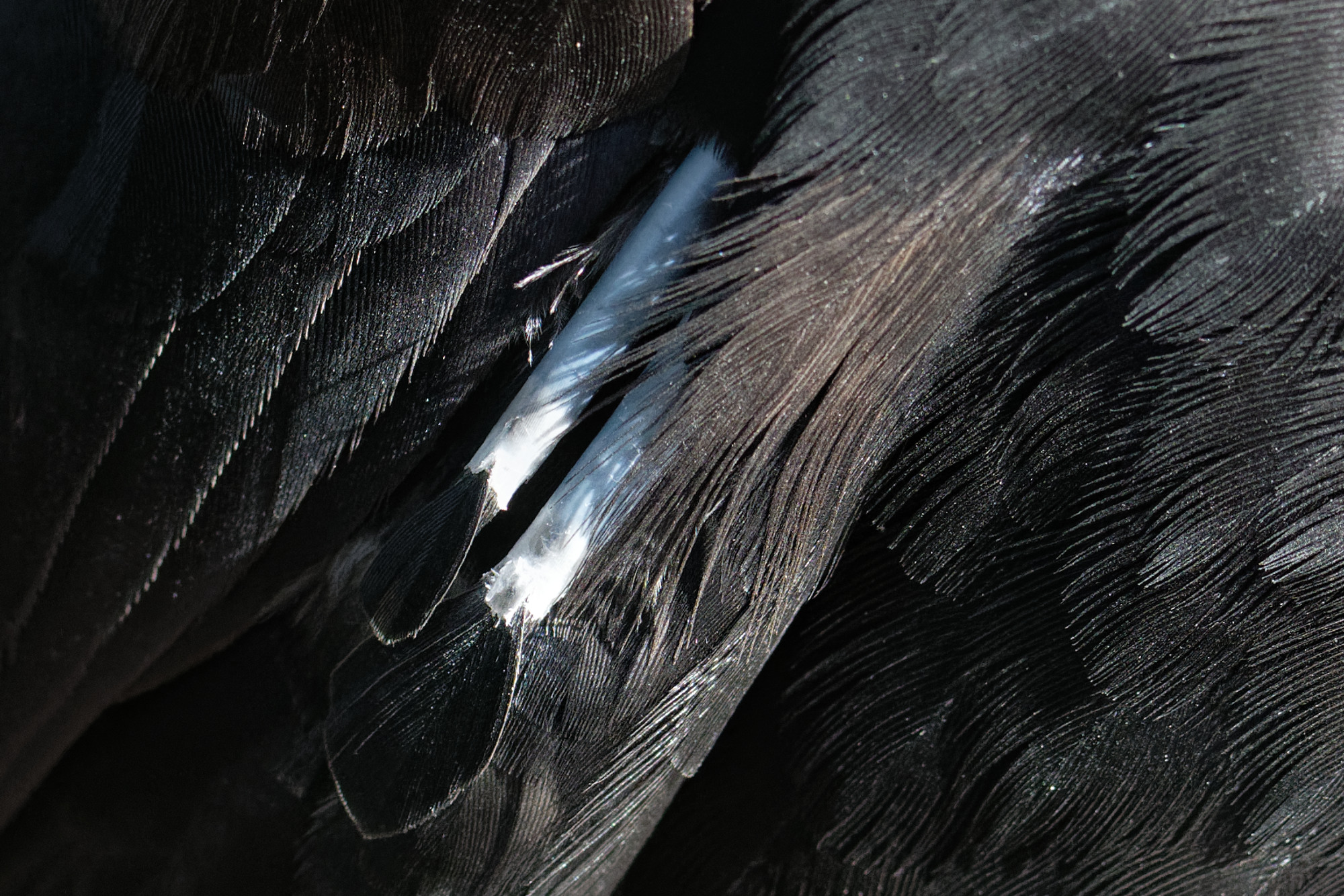
Tuleiele învelite în teci (albastre) în moțul unui mascul al unei ciori negre (Corvus corone). Jardin des Plantes, Paris.

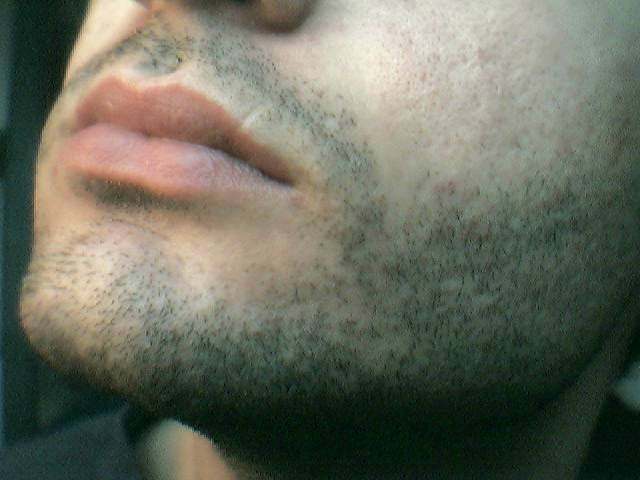
Fața unui tânăr cu tuleie (ţepi pe barbă și mustăți)

Tuleiele sunt pene în creștere, imediat după apariția lor la suprafața pielii și până când capătă aspectul de pană complet formată. Ele sunt învelite de o teaca cornoasă care le protejează în primele etape ale creșterii lor și care se destramă în cele din urmă. La pui tuleiele apar la câteva zile de la eclozare. În timpul năpârlirii se poate observa prezența tuleielor sau a penelor noi care în timpul creșterii sunt mai scurte, noi și neuzate.

La om tuleiele (țepii) sunt fire de păr scurt și rigid abia crescut pe fața, de obicei în mustața sau în barba tinerilor sau uneori pe fața femeilor (în engleză bristle).
În botanică tuleiele, sunt ramuri anticipate, apărute precoce, foarte scurte. În agricultură tuleiele sunt tulpinele unor plante, în special, partea rămasă din tulpină după tăierea recoltei (de ex.: la porumb, la floarea-soarelui, etc.). Tuleii (tulpinile, cocenii) se utilizează ca furaj sau în industria celulozei și la fabricarea panourilor aglomerate. 